# Woldemar von Schleswig-Holstein-Sonderburg-Augustenburg

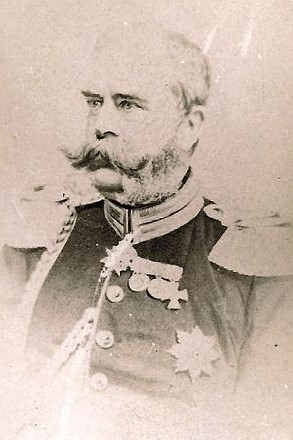
Prinz Holstein

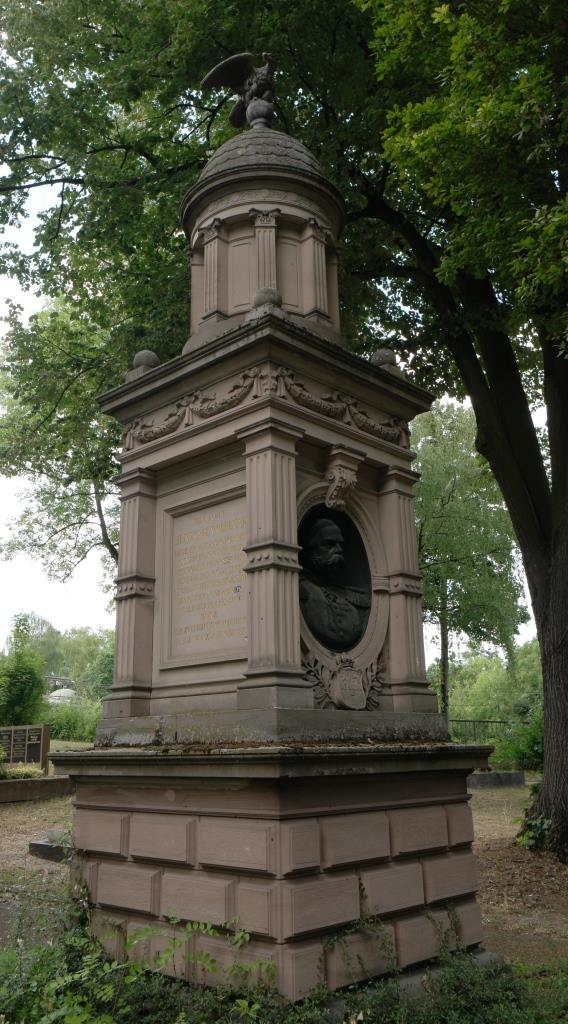
Grabmal von Prinz Holstein auf dem Hauptfriedhof Mainz

Heinrich Carl Woldemar Prinz von Schleswig-Holstein-Sonderburg-Augustenburg (* 13. Oktober 1810 in Leipzig; † 20. Januar 1871 in Mainz) war ein preußischer General der Kavallerie.

## Leben
Seine Eltern waren der General Emil von Schleswig-Holstein-Sonderburg-Augustenburg (1767–1841) und Sofie von Scheel (1776–1836).
Woldemar begann 1827 mit dem Jurastudium an der Universität Leipzig und wurde im Corps Lusatia Leipzig aktiv. Als er wegen eines Duells die Universität vorzeitig verlassen musste, schlug er die Offizierslaufbahn in der Preußischen Armee ein. Im Mai 1828 trat er als Sekondeleutnant in das 7. Kürassier-Regiment in Halberstadt ein und avancierte 1837 zum Premierleutnant. Bereits zwei Jahre später wurde er Rittmeister. Im Jahr 1844 erfolgte seine Versetzung zur Garde du Corps, wo er 1845 Major wurde. 1848 schließlich kam die Versetzung zur Armee in Schleswig-Holstein. Dort erlangte er 1850 den Rang eines Stabsoffiziers und wurde noch im selben Jahr Kommandant der Festung Küstrin. 1851 wurde er Kommandant von Neiße. 1852 wurde er zum Oberstleutnant und 1854 schließlich zum Oberst befördert. 1857 wurde er Kommandant der Stadt Magdeburg, deren Ehrenbürger er 1858 wurde. Anschließend war er Kommandant von Koblenz und Ehrenbreitstein, 1861 wurde er zum Generalleutnant und Generaladjutant König Wilhelms I. ernannt, 1862 zum Oberbefehlshaber der Bundestruppen in Frankfurt am Main. 1864 wurde er Vizegouverneur der Festung Mainz, 1866 General der Kavallerie. Von 1866 bis zu seinem Tode 1871 war er Gouverneur der Festung Mainz, 1871 wurde er Ehrenbürger der Stadt Mainz. 
1882 errichtete die Stadt Mainz für ihn auf dem Mainzer Hauptfriedhof (zwischen Feld 27 und 30) ein Mausoleum, das sogenannte Prinz-Holstein-Denkmal. Das Mausoleum wurde von Stadtbaumeister Eduard Kreyßig nach dem Vorbild des römischen Grabmals in Saint-Rémy-de-Provence entworfenen, das Medaillon mit der Büste des Prinzen schuf der Bildhauer Heinrich Barth. Ein Kavalier des Rheingauwalls erhielt den Namen „Prinz Holstein“.